# Pont de Pedra (Girona)
|  | Aquest article tracta sobre Pont de Pedra de Girona. Vegeu-ne altres significats a «Pont de Pedra». |

El Pont de Pedra és un pont que travessa l'Onyar al seu pas per la ciutat de Girona que forma part de l'Inventari del Patrimoni Arquitectònic de Catalunya. És un pont construït amb pedra i sense gaires elements ornamentals. Presenta tres arcs rebaixats, que descansen sobre dos pilars centrals, amb tallamars arrodonits. El conjunt fa aproximadament 65 m de llarg per 10 m d'ample. Les voreres són amb lloses de pedra i la calçada amb llambordins. Les baranes també són massisses de pedra ben tallada.

Imatge de la inauguració del pont, el 1856

L'actual pont de pedra formava part de la carretera de Madrid a França. Fou costejat per l'Estat Espanyol i se li va posa el nom d'Isabel II. Substituí al pont anterior del segle xiv, que també era de pedra i es coneixia amb el nom de Sant Francesc. El projecte, realitzat el 1849, és de l'enginyer Constantí German. Les obres es van començar el juny de 1850 sota la direcció de l'enginyer Víctor Martí. L'any 1852 les obres es troben paralitzades a l'alçada dels pilars. L'any 1854 es reprenen sota la direcció de Josep Maria Faquinetto. El dia 29 de juny de 1856 fou solemnement inaugurat.